# Dr. Wanderlan
Wanderlan Augusto Brandão Quaresma, mais conhecido como Dr. Wanderlan (Belém, 4 de agosto de 1967), é um médico obstetra, ginecologista, ultrassonografista, fetológico e político brasileiro, filiado ao MDB. Foi eleito deputado estadual nas eleições de 2014 e reeleito nas eleições de 2018 e 2022.
É pai da vereadora Blenda Quaresma.

## História
Nascido e crescido no bairro da Pedreira, Wanderlan Quaresma sempre tinha como meta ajudar as pessoas. Para isso, formou-se em medicina e depois entrou para a vida pública.
Em 2000 se candidatou a vereador pela primeira vez, filiado ao então PMDB, sendo eleito naquela ocasião. Se reelegeu em 2004, 2008 e 2012.
Se candidatou ao cargo de deputado estadual nos anos de 2002, 2006 e 2010, conseguindo apenas as suplência nesse período. Conseguiu se eleger a partir de 2014, sendo reeleito em 2018 e 2022.

## Desempenho em eleições
| Ano  | Eleição            | Coligação                           | Partido | Candidato a       | Votos          | Resultado |
| ---- | ------------------ | ----------------------------------- | ------- | ----------------- | -------------- | --------- |
| 2000 | Municipal de Belém | PMDB                                | PMDB    | Vereador          | 3.181 (0,55%)  | Eleito    |
| 2002 | Estadual no Pará   | PMDB                                | PMDB    | Deputado estadual | 11.658 (0,44%) | Suplente  |
| 2004 | Municipal de Belém | PMDB                                | PMDB    | Vereador          | 7.170 (0,99%)  | Eleito    |
| 2006 | Estadual no Pará   | PMDB                                | PMDB    | Deputado estadual | 12.106 (0,39%) | Suplente  |
| 2008 | Municipal de Belém | PMDB                                | PMDB    | Vereador          | 8.179 (1,15%)  | Eleito    |
| 2010 | Estadual no Pará   | PMDB                                | PMDB    | Deputado estadual | 23.459 (0,35%) | Suplente  |
| 2012 | Municipal de Belém | PMDB                                | PMDB    | Vereador          | 9.574 (1,27%)  | Eleito    |
| 2014 | Estadual no Pará   | Todos Pelo Pará II (PMDB / PT)      | PMDB    | Deputado estadual | 34.738 (0,92%) | Eleito    |
| 2018 | Estadual no Pará   | Esperança Renovada (MDB / DC / PSD) | MDB     | Deputado estadual | 34.096 (0,85%) | Eleito    |
| 2022 | Estadual no Pará   | MDB                                 | MDB     | Deputado estadual | 52.361 (1,15%) | Eleito    |